# بدخیمی

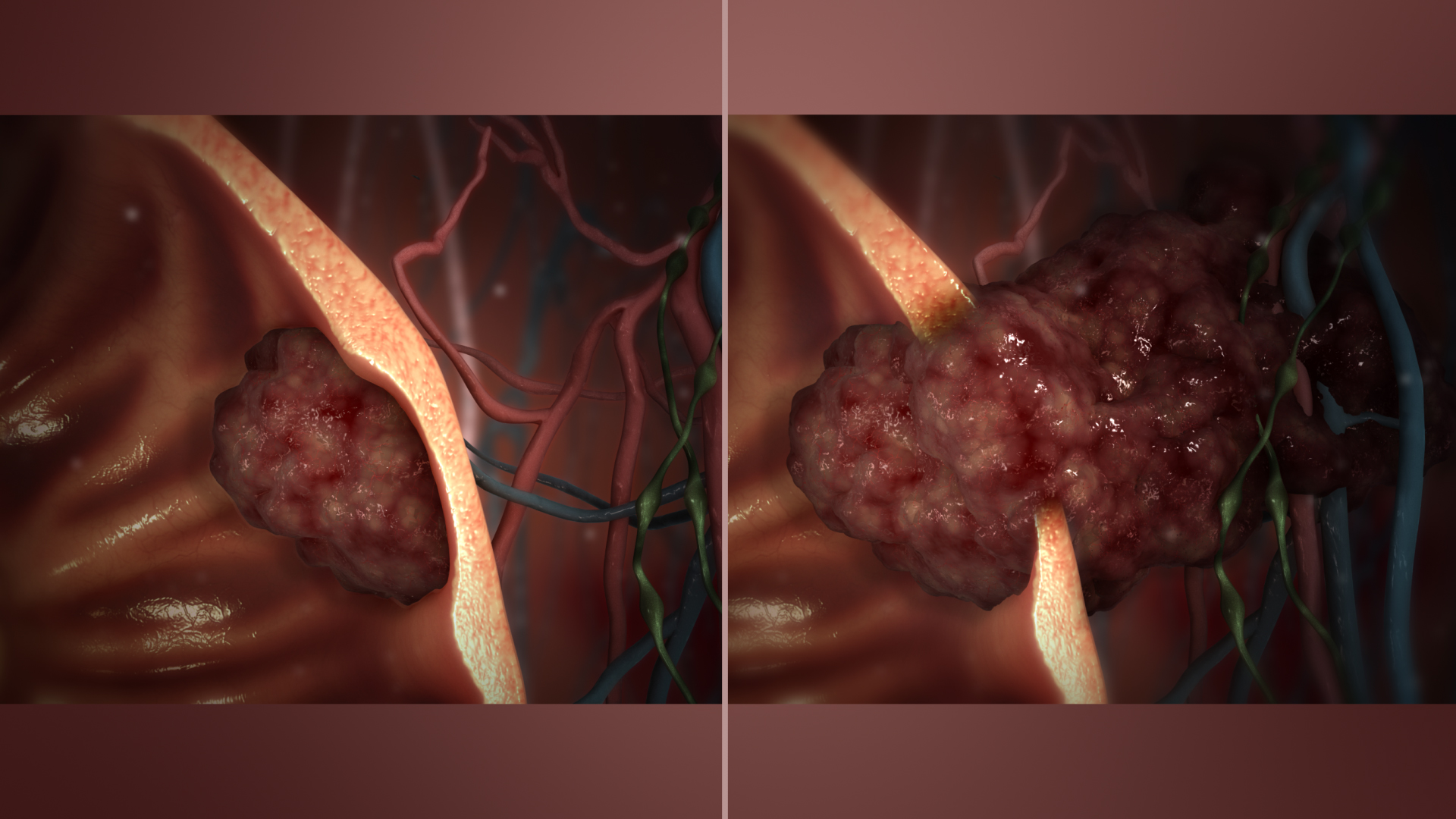
تومور

بدخیمی (به انگلیسی: Malignancy) یک اصطلاح در پزشکی است که بدترشدن و سرعت زیاد پیش روندگی بیماری را وصف می‌کند. این واژه بیشتر برای تومورهایی به‌کار می‌رود که رشد سریع دارند. در تومورها میزان بدخیمی توسط ویژگی‌های آناپلازی (به هم ریختگی ساختمان طبیعی سلول)، سرعت تهاجم تومور به بافتهای مجاور و متاستاز به بافتهای دور مشخص می‌گردد. بیشتر از این عنوان برای توصیف سرطان‌های بدخیم استفاده می‌کنند.
تومور بدخیم در نقطه مقابل تومور خوش‌خیم غیر سرطانی یا خودمحدود است و این دو نشانه‌هایی متفاوت دارند. تومور بدخیم به بافتهای مجاور خود حمله می‌کند و حتی ممکن است تا بافتهای دوردست گسترش یابد (متاستاز)، در حالی که تومور خوش‌خیم، هیچ‌یک از این ویژگی‌ها را ندارد. البته بدخیم یا خوش‌خیم اصولاً یک واژه غیردقیق هستند و مثلاً تومور ظاهراً خوش‌خیم می‌تواند بدخیم شود.
تومور بدخیم را می‌توان مترادف با سرطان دانست یا بزبان ساده‌تر هرگونه نئوپلازی بدخیم را سرطان یا چنگار می‌نامند و بنابراین اصطلاح سرطان بدخیم اشتباه است.

## موارد استفاده از واژه بدخیم
برخی موارد استفاده از «بدخیم» در سرطان:
- بدخیمی، تومور بدخیم مترادف سرطان است.
- آسیت بدخیم
- تغییرشکل (ترانسفورماسیون) بدخیم

موارد استفاده از واژه «بدخیم» در اختلالات غیر سرطانی:
- فشارخون بدخیم
- بیشگرمایی بدخیم
- التهاب بدخیم گوش خارجی
- مالاریای بدخیم (به خصوص مالاریای ایجاد شده توسط پلاسمودیوم فالسیپارم)
- سندرم نورولپتیک (Neuroleptic) بدخیم

## ویژگی‌ها و تفاوت‌ها در تومور
| مشخصه         | تومور بدخیم                     | تومور خوش‌خیم                  |
| ------------- | ------------------------------- | ----------------------------- |
| کپسول‌دار بودن | به‌ندرت                          | اغلب                          |
| تمایز یافتگی  | اندک                            | تاحدودی                       |
| متاستاز       | غالباً                           | ندارد                         |
| عود           | مکرر                            | به‌ندرت                        |
| عروق          | متوسط تا زیاد                   | اندک                          |
| مشخصات سلولی  | غیرطبیعی و بی‌شباهت به سلول والد | نسبتاً طبیعی و مشابه سلول والد |